# Mohammed Mubarak
Mohammed Mubarak Bu Dawood (Doha, 11 agosto 1984) è un calciatore qatariota, portiere del Qatar SC e della Nazionale qatariota.